# Metaphycus acanthococci
Metaphycus acanthococci is een vliesvleugelig insect uit de familie Encyrtidae. De wetenschappelijke naam is voor het eerst geldig gepubliceerd in 1984 door Myartseva.